# Christin Hussong
Christin Hussong (ur. 17 marca 1994 w Zweibrücken) – niemiecka lekkoatletka specjalizująca się w rzucie oszczepem.
Po zajęciu trzeciego miejsca w europejskich kwalifikacjach kontynentalnych wystąpiła latem 2010 w igrzyskach olimpijskich młodzieży plasując się w tej imprezie na czwartej lokacie. W 2011 została mistrzynią świata juniorek młodszych, na koniec sezonu została wybrana wschodzącą gwiazdą światowej lekkoatletyki. W 2013 została wicemistrzynią Europy juniorów. Siódma zawodniczka mistrzostw Europy w Zurychu (2014). W 2015 została młodzieżową mistrzynią Europy oraz zajęła 6. miejsce na mistrzostwach świata w Pekinie. Dwunasta zawodniczka igrzysk olimpijskich w Rio de Janeiro (2016). W 2018 odniosła największy sukces w karierze, zdobywając złoto mistrzostwo Europy, natomiast rok później uplasowała się tuż za podium w mistrzostwach świata w Doha.
Złota medalistka mistrzostw Niemiec oraz reprezentantka kraju w pucharze Europy w rzutach.
Rekord życiowy: 69,19 (30 maja 2021, Chorzów) 8. wynik w historii światowej lekkoatletyki.

## Osiągnięcia
| Rok  | Impreza                                               | Miejsce         | Pozycja           | Wynik |
| ---- | ----------------------------------------------------- | --------------- | ----------------- | ----- |
| 2010 | Kwalifikacje Europy do igrzysk olimpijskich młodzieży | Moskwa          | 3. miejsce        | 49,71 |
| 2010 | Igrzyska olimpijskie młodzieży                        | Singapur        | 4. miejsce        | 49,89 |
| 2011 | Mistrzostwa świata juniorów młodszych                 | Lille Metropole | 1. miejsce        | 59,74 |
| 2012 | Mistrzostwa świata juniorów                           | Barcelona       | 7. miejsce        | 53,20 |
| 2013 | Mistrzostwa Europy juniorów                           | Rieti           | 2. miejsce        | 57,90 |
| 2014 | Mistrzostwa Europy                                    | Zurych          | 7. miejsce        | 59,29 |
| 2015 | Zimowy puchar Europy w rzutach                        | Leiria          | 1. miejsce (U-23) | 60,91 |
| 2015 | Młodzieżowe mistrzostwa Europy                        | Tallinn         | 1. miejsce        | 65,60 |
| 2015 | Mistrzostwa świata                                    | Pekin           | 6. miejsce        | 62,98 |
| 2016 | Puchar Europy w rzutach                               | Arad            | 1. miejsce        | 61,80 |
| 2016 | Mistrzostwa Europy                                    | Amsterdam       | el. – 17. miejsce | 57,17 |
| 2016 | Igrzyska olimpijskie                                  | Rio de Janeiro  | 12. miejsce       | 57,70 |
| 2017 | Puchar Europy w rzutach                               | Las Palmas      | 3. miejsce        | 59,00 |
| 2017 | Mistrzostwa świata                                    | Londyn          | el. – 17. miejsce | 60,86 |
| 2017 | Uniwersjada                                           | Tajpej          | 5. miejsce        | 60,59 |
| 2018 | Puchar Europy w rzutach                               | Leiria          | 2. miejsce        | 60,02 |
| 2018 | Mistrzostwa Europy                                    | Berlin          | 1. miejsce        | 67,90 |
| 2018 | Puchar interkontynentalny                             | Ostrawa         | 2. miejsce        | 62,96 |
| 2019 | Puchar Europy w rzutach                               | Šamorín         | 2. miejsce        | 65,47 |
| 2019 | Mistrzostwa świata                                    | Doha            | 4. miejsce        | 65,21 |
| 2021 | Puchar Europy w rzutach                               | Split           | 2. miejsce        | 66,44 |
| 2021 | Superliga drużynowych mistrzostw Europy               | Chorzów         | 1. miejsce        | 69,19 |
| 2021 | Igrzyska olimpijskie                                  | Tokio           | 9. miejsce        | 59,94 |
| 2023 | I dywizja drużynowych mistrzostw Europy               | Chorzów         | 2. miejsce        | 60,05 |
| 2024 | Mistrzostwa Europy                                    | Rzym            | 4. miejsce        | 61,92 |
| 2024 | Igrzyska olimpijskie                                  | Paryż           | el. – 18. miejsce | 59,99 |